# Gare de Brioude
La gare de Brioude est une gare ferroviaire française de la ligne de Saint-Germain-des-Fossés à Nîmes-Courbessac, située sur le territoire de la commune de Brioude, dans le département de la Haute-Loire en région Auvergne-Rhône-Alpes.
Elle est mise en service en 1857 par la Compagnie du chemin de fer Grand-Central de France. 
C'est une gare de la Société nationale des chemins de fer français (SNCF), desservie par des trains TER Auvergne-Rhône-Alpes et au service Fret SNCF.

## Situation ferroviaire
Établie à 436 mètres d'altitude, la gare de Brioude est située au point kilométrique (PK) 489,099 de la ligne de Saint-Germain-des-Fossés à Nîmes-Courbessac, entre les gares d'Arvant et de Paulhaguet. 
Ancienne gare de bifurcation, elle était également raccordée à l'ancienne ligne de Beaumont-Loriat à Saint-Flour (déclassée).

## Histoire
La gare de Brioude est mise en service le 1er mai 1857 par la Compagnie du chemin de fer Grand-Central de France, lorsqu'elle ouvre à l'exploitation la section d'Arvant à Brioude.

## Service des voyageurs

### Accueil
Gare SNCF, elle dispose d'un bâtiment voyageurs, avec guichet, ouvert tous les jours.

### Desserte
Brioude est desservie par des trains TER Auvergne-Rhône-Alpes à destination de Clermont-Ferrand et Le Puy-en-Velay, ainsi que Nîmes.
Depuis le service annuel 2012, il existe deux trains directs en provenance de Moulins via Vichy, un train direct à destination de Thiers (scindé en deux l’année suivante) et un train direct à destination de Gannat.

### Intermodalité
Un parking pour les véhicules est aménagé.

Installations de la gare en 2016
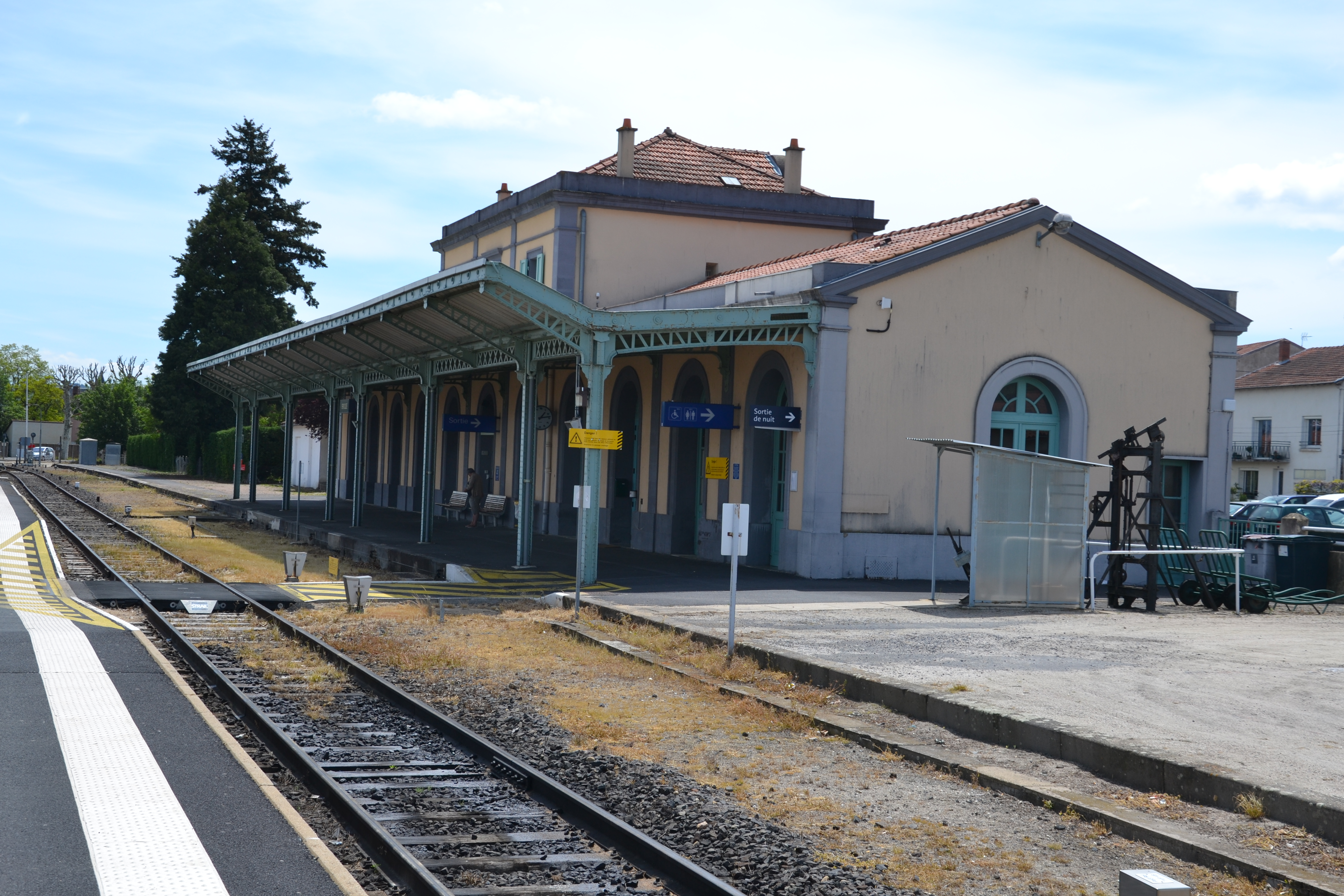
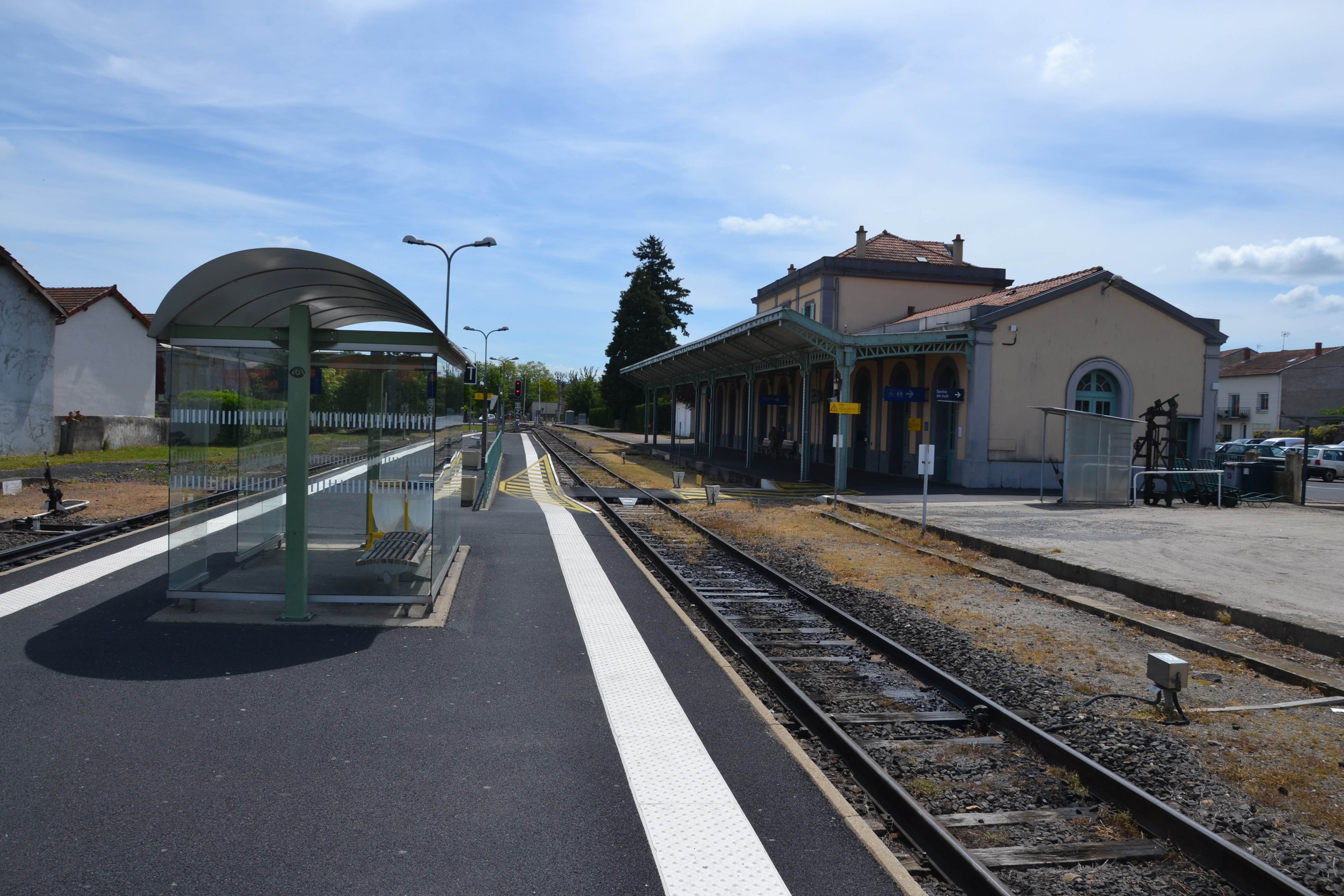
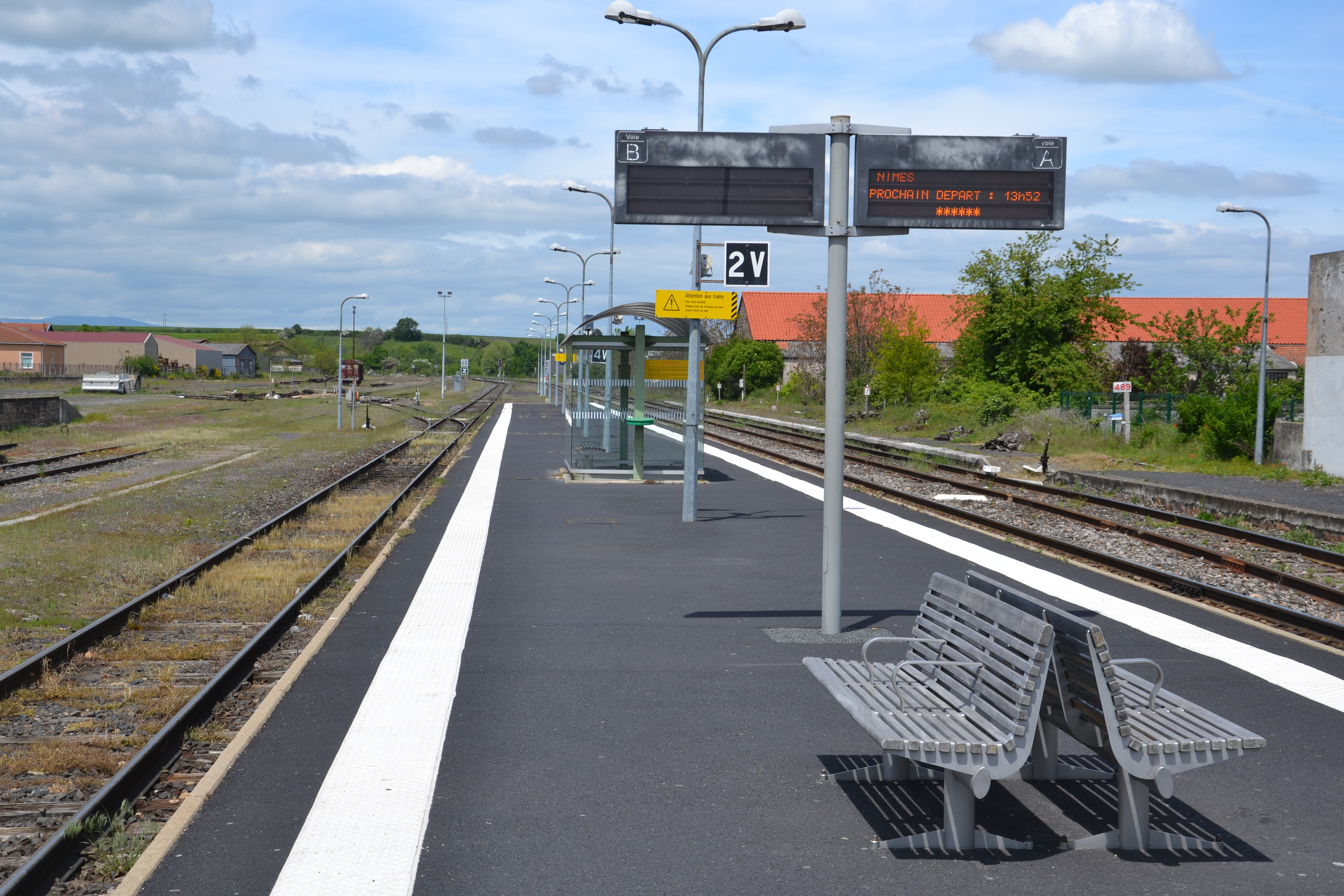

## Service des marchandises
Cette gare est ouverte au service du fret (uniquement train massif en gare).